# Battaglia di Malacca (1641)
La battaglia di Malacca del 1641 (nota anche come seconda battaglia di Malacca), fu uno scontro militare tra la marina della Repubblica delle Sette Province Unite e quella dell'impero portoghese (sotto la sovranità spagnola sino al dicembre del 1640, poi indipendente).
All'inizio del XVII secolo, la Compagnia olandese delle Indie orientali (Verenigde Oostindische Compagnie, VOC) iniziò una campagna per distruggere la potenza portoghese in oriente. In quel tempo, i portoghesi avevano trasformato l'insediamento di Malacca in una fortezza inespugnabile (la Fortaleza de Malaca), controllando così l'accesso allo stretto di Malacca ed il locale commercio delle spezie verso l'Europa. Gli olandesi iniziarono lanciando una piccola incursione e con delle schermaglie contro gli olandesi. Il primo serio tentativo di assediare Malacca era avvenuto nel 1606 con undici navi olandesi guidate dall'ammiraglio Cornelis Matelief de Jonge che si scontrò con i portoghesi nella battaglia navale di Capo Rachado. Gli olandesi furono battuti, ma la flotta portoghese di Martim Afonso de Castro, viceré dell'India portoghese, subì pesanti perdite.
Gli olandesi ed i loro alleati locali del Sultanato di Johor, tentarono un nuovo assalto nel gennaio del 1641. Le forze combinate dei due stati riuscirono a distruggere le forze nemiche comuni, rimuovendo l'influenza dei portoghesi dall'arcipelago. In linea con gli accordi sottoscritti con lo stato di Johor nel 1606, gli olandesi presero il controllo di Malacca ma promisero di non entrare in conflitto con gli stati locali.